# Monasterium
A Monasterium (rövidítve mom) a világ legnagyobb virtuális archívuma a történelmi európai dokumentumok számára. A 30 ország több, mint 160 intézményéből álló konzorcium több mint 650 000 (2019. november 4-től) európai (középkori és újkori) dokumentumot szkennel be és tesz elérhetővé a kutatók és a nyilvánosság számára online adatbázisában.

## Származás és fejlődés
A projekt Alsó-Ausztriában, a St. Pölten-i Egyházmegyei Levéltárban kezdődött. Alsó-Ausztria rendkívül gazdag kolostorokban, melyeknek különlegességük, hogy a középkorban való alapításuk óta folyamatosan fennállnak, és így régi levéltári hagyományokkal rendelkeznek. Saját történelmük mellett ezek a kolostorok megőrzik az ország középkori és kora újkori hagyományait is. Az okiratok történelmi jelentősége nagy igényt váltott ki, és arra ösztönözte az elképzelésben részt vevőket, hogy ne csak az egyházmegyei dokumentumokat szerepeltessenek az adatbázisban, hanem a projektet kiterjesszék Ausztria határain túl is.
Az okiratok jelentősége nemcsak az egyház-, hanem az ország története szempontjából is azt jelentette, hogy az egyházi dokumentumokhoz való korlátozást feloldották. Neve ellenére a Monasterium virtuális archívummá vált minden középkori és kora újkori dokumentumtípus számára.
A projektet kezdetben az osztrák szövetségi oktatási, művészeti és kulturális minisztérium támogatta. 2006-ban egy memorandumot tettek közzé az együttműködés és a bővítés alapjaként. 2007-ben tervezték az európai együttműködés megszervezését az Archívumkutatási Nemzetközi Központ (ICARUS) egyesületén keresztül.

## Jelenlegi helyzet
A Monasteriumot számos nemzetközi projekt finanszírozza, a Culture 2000, az Intereg III és a Creative Europe programjaiban felhasználva az Európai Unió pályázatait is. A részterületeket a Deutschen Forschungsgemeinschaft és a Fonds zur Förderung der wissenschaftlichen Forschung is támogatja, végül a részt vevő archívumok maguk is hozzájárulnak dokumentumaik hozzáférhetőségéhez.

## Fordítás
- Ez a szócikk részben vagy egészben  a   Monasterium című német Wikipédia-szócikk ezen változatának fordításán alapul.  Az eredeti cikk szerkesztőit annak laptörténete sorolja fel. Ez a jelzés csupán a megfogalmazás eredetét és a szerzői jogokat jelzi, nem szolgál a cikkben szereplő információk forrásmegjelöléseként.